# Niels Secher

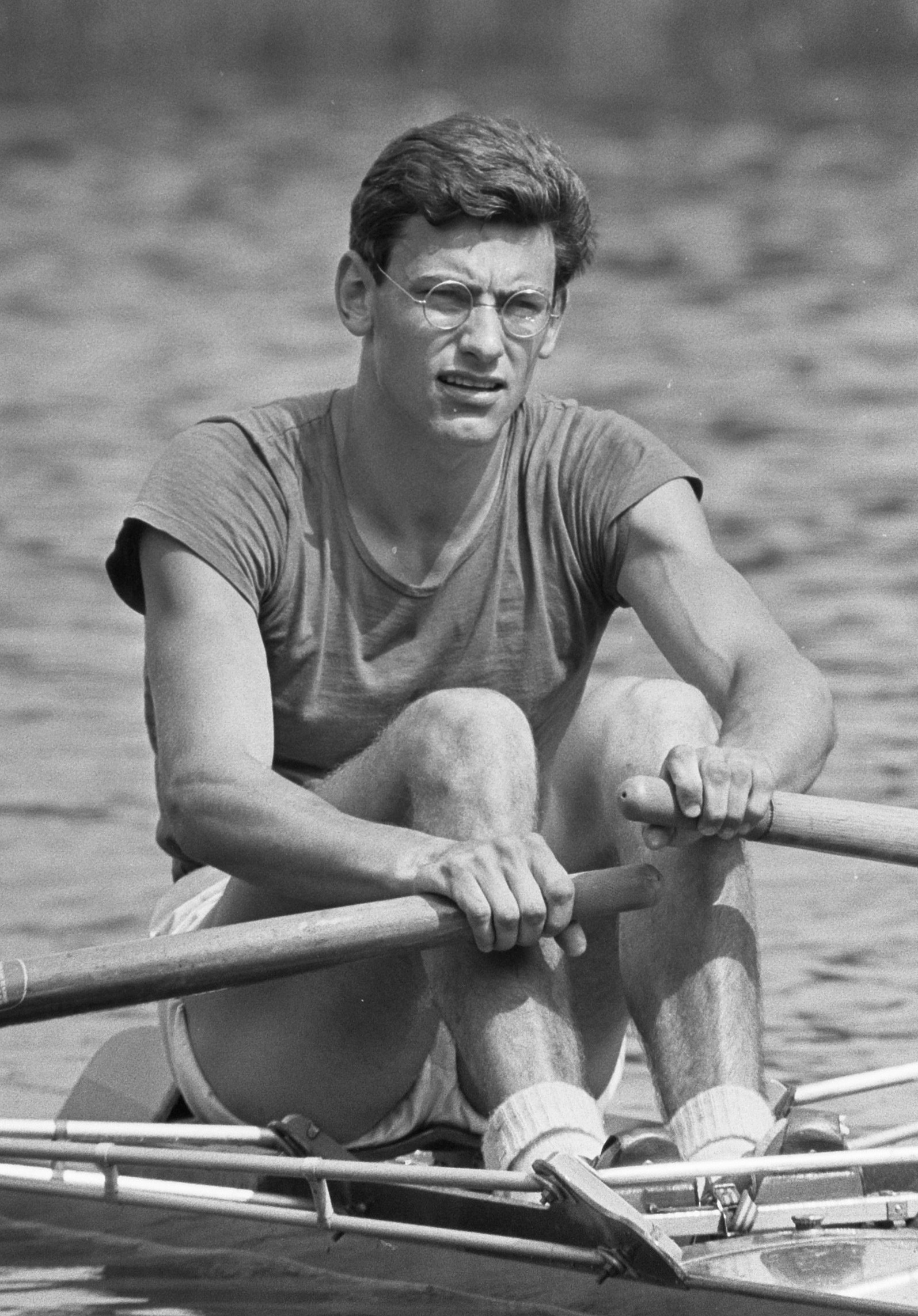
Niels Henry Secher 1968 im Einer

Niels Henry Secher (* 24. Juni 1946 in Fredriksberg) ist ein ehemaliger dänischer Ruderer. Gemeinsam mit Jørgen Engelbrecht gewann er 1970 im Doppelzweier den ersten Weltmeistertitel für dänische Ruderer.

## Leben
Der 1,93 m große Secher startete bei den Olympischen Spielen 1968 im Einer und belegte in der Gesamtwertung den achten Platz.
Bei den ersten beiden Ruder-Weltmeisterschaften 1962 und 1966 hatte es keine Medaille für dänische Ruderer gegeben. Bei den Ruder-Weltmeisterschaften 1970 siegten Engelbrecht und Secher im Doppelzweier, außerdem gewann der dänische Vierer ohne Steuermann um Kurt Helmudt die Bronzemedaille. Bei den Ruder-Europameisterschaften 1971 und bei den Olympischen Spielen 1972 belegten Engelbrecht und Secher jeweils den vierten Platz.
Nach seiner Karriere wurde Secher Arzt am Rigshospitalet in Kopenhagen. Von 1998 bis 2003 war er dort Klinikchef, seither ist er als Professor für Anästhesie tätig.